# Nook
Nook est une marque de liseuses commercialisées par Barnes & Noble aux États-Unis depuis 2009. Ces liseuses fonctionnent avec le système d'exploitation Android de Google.

## Caractéristiques techniques
Quatre modèles de Nook sont produits, depuis la simple petite liseuse équipée d'un processeur simple cœur à 800 MHz et d'un écran e-Ink monochrome de 6 pouces d'une résolution de 600x800 jusqu'à la grande tablette équipée d'un processeur double cœur à 1,5 GHz et d'un écran haute définition couleur d'une résolution de 1920x1280.
Les deux modèles les plus simples, le Nook Simple Touch et le Nook Simple Touch with GlowLight, n'ont pas d'accès à Internet et savent lire les formats suivants : PDF, ePub, JPG, GIF, PNG, BMP,.
Les deux modèles Nook HD et Nook HD+ savent lire de très nombreux formats :
1. Audio: MP4, M4A, 3GP, AAC, MP3, FLAC, WAV, OGG, AMR
2. Video: MP4, 3GP, WEBM, AVI
3. Images: JPEG, GIF, PNG, BMP
4. Autres : PDF, ePUB, DRP, ePIB, FOLIO, OFIP, CBZ, TXT, RTF, XLS, DOC, PPT, PPS, PPSX, DOCX, XLSX, PPTX, LOG, CSV, EML, ZIP

et ont l'accès total à Internet,.
Fonctionnant sur Android, il est possible d'y installer le logiciel Kindle pour Android afin de compléter les formats supportés et rendre ces tablettes polyvalentes.
Le marché des liseuses et tablettes évoluant rapidement, on peut trouver en permanence sur le site de Barnes & Noble une page comparant les caractéristiques principales des différentes offres Nook du moment ainsi que des pages comparant les offres Nook aux offres Kindle et iPad,,.
Les Nook ne sont pas disponibles aujourd'hui sur le marché européen. Mais tout comme la marque Kindle, la marque Nook existe aussi sous la forme de logiciels pour ordinateurs (PC et Mac), pour smartphones (Android et iPhone), pour tablettes et liseuses (Android et iPad), et comme extension pour des navigateurs web (Internet Explorer, Firefox, Safari, et Chrome).